# Velo de flor

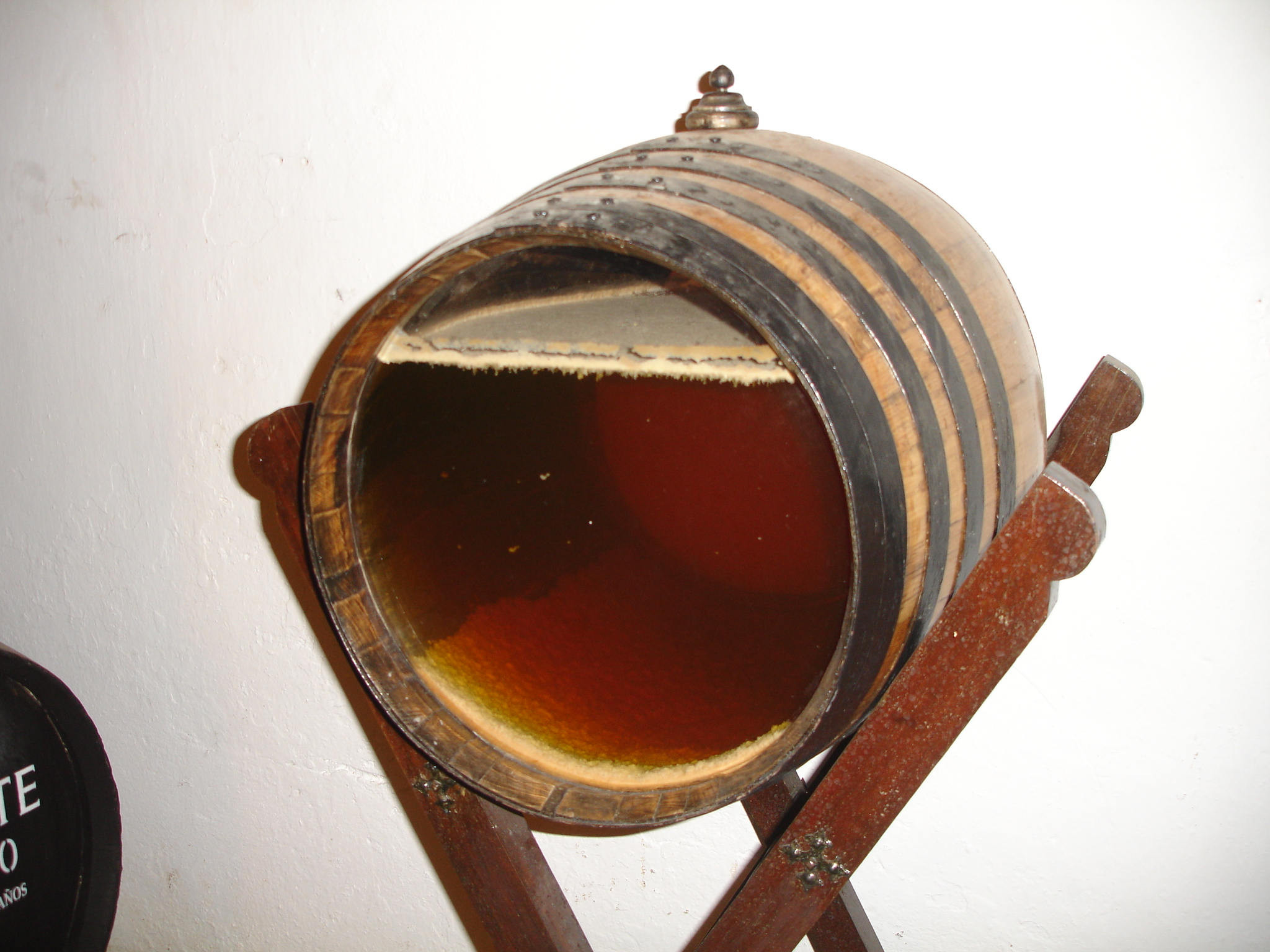
Bota con tapa de cristal en la que se puede ver el velo de flor.

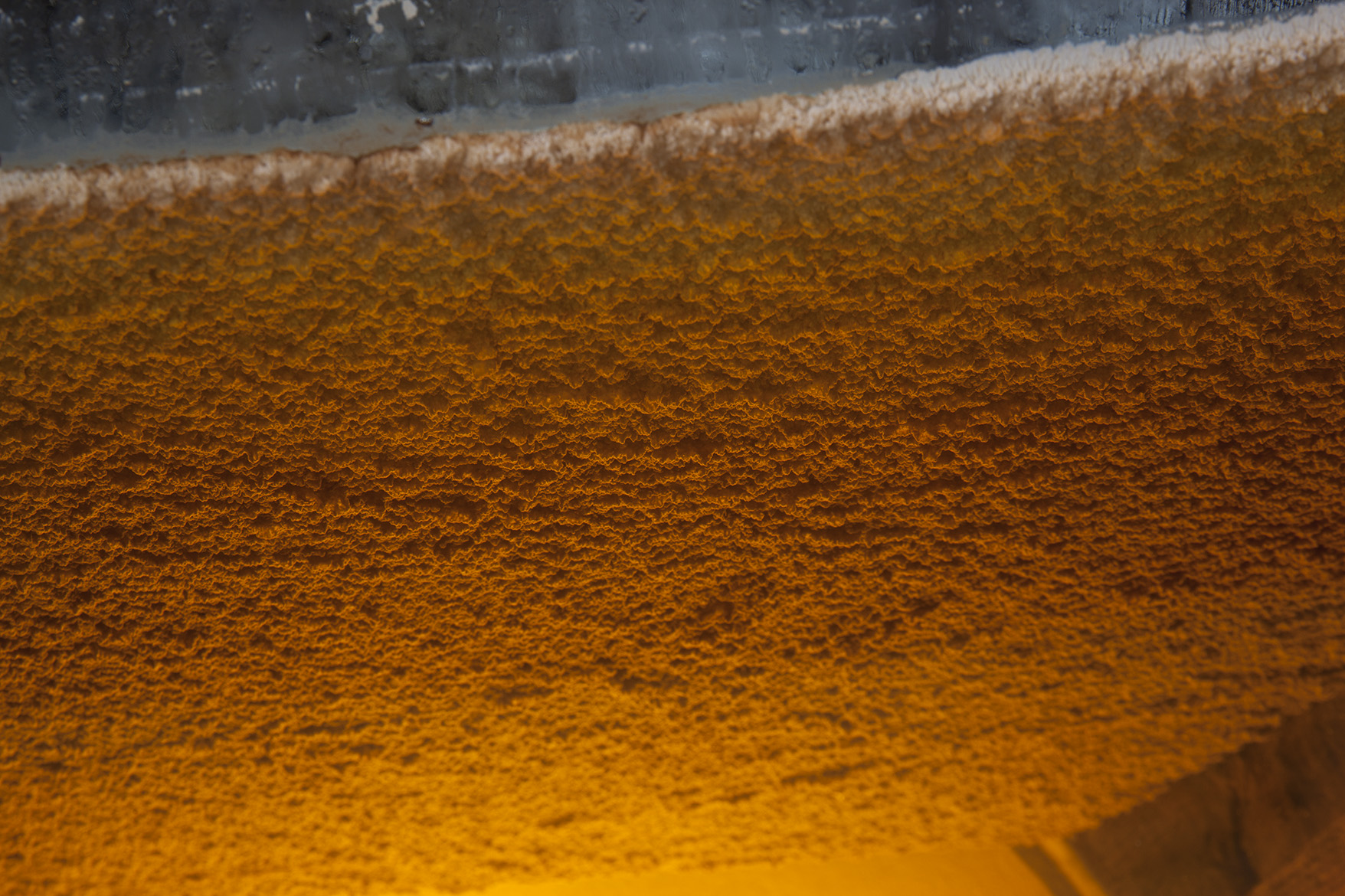
La crianza biológica se produce gracias a la película de levaduras que protege de la oxidación al vino en el interior de la bota.

El velo de flor es una capa de levadura que se forma sobre la superficie del vino y que forma parte del proceso de su crianza en el Marco de Jerez, Montilla-Moriles y Condado de Huelva. Estas levaduras, que pertenecen al género saccharomyces, aparecen espontáneamente en las botas de roble americano en las que se crían los vinos y se extienden por toda la superficie.
La denominación de velo de flor procede de su formación en capas y del color blanquecino que adquiere. La generación de estas levaduras requieren para su crecimiento una condiciones concretas de temperatura, humedad y grado alcohólico (15-15,5º).
La crianza con levaduras de velo de flor comenzó en Jerez con la crianza biológica hace unos 200 años. Hasta 1801, al menos, era desechada por considerarse perjudicial para la producción.
En este sistema de crianza las botas de vino no se llenan por completo, sino que se deja vacía una sexta parte de su capacidad, lo que genera una amplia superficie y una cámara de aire que permite el desarrollo de estas levaduras filmógenas en dicha superficie. Su empleo desempeña dos funciones fundamentales en la denominada crianza biológica:
- Aísla el vino del oxígeno contenido en el barril, impidiendo su envejecimiento oxidativo.
- Aportación de micronutrientes y características organolépticas al vino.[3]

Esta crianza biológica de los vinos con velo de flor se realiza fundamentalmente en el marco de Jerez y Sanlúcar de Barrameda en la provincia de Cádiz, y de Montilla-Moriles en la de Córdoba, más alguna bodega de la DO Rueda, pero también es empleado en otras regiones vitivinícolas de Sudáfrica, Jura  , California, Cerdeña o Hungría.